# كفتشرين
كفتشرين هي قرية في مقاطعة خوي، إيران. يقدر عدد سكانها بـ 591 نسمة بحسب إحصاء 2016.